# Фурнас (плотина)
Плотина Фурнас (порт. Usina Hidrelétrica de Furnas) — гидроэлектростанция с плотиной в Минас-Жерайс, Бразилия. Рядом с плотиной был построен небольшой поселок для размещения рабочих во время строительства плотины. Основное назначение плотины и водохранилища — производство электроэнергии и регулирование стока реки Риу-Гранди.

## Строительство
Строительство плотины началось в 1957 году.
На тот момент плотина стала первой крупной плотиной в Бразилии. Гидротехническое сооружение было построен компанией Wimpey Construction и строительство было завершено в 1963 году.
Плотина была возведена в каньоне реки Риу-Гранди перед впадением в реку Сапукай ниже по течению.
У плотины следующие параметры:
- высота -127 метров (417 футов)
- длина — 550 метров (1800 футов)
- ширина на гребне — 15 метров (49 футов)

Водохранилище начало формироваться в 1963 году и на сегодняшний день имеет площадь 1473 квадратных километра (569 кв. миль) и граничит с тридцатью четырьмя муниципалитетами .
Объём воды в семь раз больше, чем в заливе Гуанабара.
Нормальный уровень воды составляет в среднем 768 метров (2520 футов) .

## внешняя ссылка
- Все о Фурнасе
- История Фурнаш